# Manuel Bendala Galán
Manuel Bendala Galán, né en 1949 à Cadix, est un archéologue et préhistorien espagnol, spécialiste de la culture de Tartessos, de la culture ibérique, de l'archéologie phénico-punique en Espagne et de l'époque orientalisante.

## Formation
Manuel Bendala Galán, né en 1949 à Cadix, est diplômé en philosophie et lettres, et docteur en archéologie de l'université de Séville.

## Carrière
Manuel Bendala a été enseignant à l'université de Cadix dans les années 1970 et a réalisé des recherches archéologiques et des projets en lien avec la province de Cadix.
Entre 1985 et 1989, il est directeur du département de Préhistoire et Archéologie de la faculté de Philosophie et Lettres de l'université autonome de Madrid. Il est élu doyen de la faculté de 1992 à 1995, période au cours de laquelle il favorise la création de la Bibliothèque des sciences humaines. Il est nommé directeur du master en archéologie et patrimoine de 2007 jusqu'à sa retraite en 2010. De plus, entre 1988 et 2002, il est directeur des Cahiers de Préhistoire et d'Archéologie de l'université autonome de Madrid.

## Travaux
Manuel Bendala est spécialiste de la culture ibérique et de la protohistoire de l'Espagne. Parmi ses thèmes de recherche se distinguent les fouilles archéologiques de Carteia (San Roque, Cadix) et les études qu'il a réalisées sur la Dame d'Elche.

## Organismes et associations
Il est membre correspondant de l'Institut archéologique allemand et de l'Académie royale des beaux-arts de Séville (es), membre élu de l'Académie royale des docteurs de Madrid (es), administrateur du Musée archéologique national de Madrid, de la Fondation Pastor pour les Études Classiques (es) et de la Fondation des Études Romaines.

## Distinctions
En 2014, il est fait docteur Honoris Causa de l'université de Huelva (es),.

## Publications principales
- (es) Las Claves del arte griego, Ariel, 1988 (ISBN 84-344-0425-7).
- (es) La antigüedad : de la prehistoria a los visigodos, Madrid, Sílex, 1990 (ISBN 84-7737-021-4).
- (es) El arte romano, Anaya, 1990 (ISBN 84-207-3728-3).
- (es) avec María José López Grande, Arte egipcio y del Próximo Orient, Madrid, Historia 16, 1996 (ISBN 84-7679-302-2).
- (es) avec Lorenzo Abad Casal, El arte ibérico, Madrid, Historia Viva, 1999 (ISBN 84-7679-406-1).
- (es) Tartesios, íberos y celtas : pueblos, culturas y colonizaciones de la Hispania antigua, Temas de hoy, 2000 (ISBN 84-7880-849-3).
- (es) avec Carmen Sánchez Fernández, El descubrimiento del orden clásico. El arte en Grecia y Roma. El arte paleocristiano, Madrid, Plantea, 2008 (ISBN 84-08-46940-1).